# Susanne Resmark
Susanne Pia Persson Resmark, född 8 maj 1964 i Ängelholm, är en svensk operasångerska (mezzosopran). Från 1992 medverkade hon vid Birgit Nilssons konserter i Sverige.
Åren 1994–1997 var Resmark engagerad vid Göteborgsoperan. Där var hennes roller Herodias i Salome, Ulrica i Maskeradbalen, Mrs Quickly i Falstaff, Marit i Den flygande holländaren och Kabanicha i Katja Kabanova samt Eboli i Don Carlos. Spelåret 2014–2015 gjorde hon rollen som Pepparkakshäxan i Hans och Greta.
Susanne Resmark har varit aktiv vid Köpenhamnsoperan sedan 2000. Då sjöng hon Serena Joy i Poul Ruders Tjenerindens Fortælling på Det Kongelige Teater, och samma år blev hon fast anställd medlem av teaterns solistensemble. 
År 2002 spelade hon rollen som Mescalina i Ligetis opera Le Grand Macabre på Det Kongelige. Detta ledde till USA-debuten i samma roll vid San Francisco-operan 2004. År 2006 sjöng hon i alla fyra delarna av Nibelungens ring på Operaen i Köpenhamn. Där har hon även sjungit Klytaimnestra i Elektra och Eboli i Don Carlos. På Det Kongelige har hon också sjungit Amman i Richard Strauss Die Frau ohne Schatten.
Susanne Resmark har sjungit Gertrude i Romeo et Juliette på Festspelen i Salzburg och i debuten på La Scala i Milano, följt av Syster Marie i Karmelitsystrarna på Bayrische Staatsoper i München och Opéra de Toulouse samt Ortrud i Lohengrin vid operan i Tokyo.
År 2011 sjöng Susanne Resmark Ragonde i Bartlett Shes produktion av Rossinis Le Comte Ory på Metropolitan Opera i New York. Detta är en roll som hon även framfört på La Scala.

## Utmärkelser och priser
- Medaljen Litteris et Artibus i guld 2021 för framstående konstnärliga insatser som operasångerska[5]
- Riddare av Dannebrogorden (RDDO 2007)[3]
- 2002 – Elisabeth Dons "Mindelegat"[6]
- 2002 -  Birgit Nilsson Stipendiet
- 2006 – Reumerpriset som "Årets Sanger"[7]